# Kto tam?
Kto tam? – amerykański film grozy z 2015 roku. Remake filmu Death Game z 1977 roku.

## Treść[1]
Evan Weber spędza weekend sam w domu. W deszczowy wieczór do jego drzwi pukają dwie młode dziewczyny, którym zepsuł się samochód. Evan udziela im schronienia, nie wiedząc, że są one niebezpiecznymi psychopatkami.

## Obsada
- Keanu Reeves - Evan Webber
- Lorenza Izzo - Genesis
- Ana de Armas - Bel
- Ignacia Allamand - Karen Alvarado
- Aaron Burns - Louis
- Colleen Camp - Vivian
- Dan Baily - Jake
- Megan Baily - Lisa
- Antonio Quercia - Kierowca Ubera